# Alain Ramadier
Pour les articles homonymes, voir Ramadier.
Alain Ramadier, né le 8 juillet 1958, est un homme politique français membre de Les Républicains et ancien député de la Seine-Saint-Denis.

## Biographie
Alain Ramadier est conseiller municipal d'Aulnay-sous-Bois depuis 1989. Il est adjoint au maire Jean-Claude Abrioux de 1995 à 2003. Lorsque Gérard Gaudron devient maire d’Aulnay-sous-Bois en 2003, Alain Ramadier est confirmé dans ses fonctions. 
Il est élu Conseiller régional d'Île-de-France de 1998 à 2010.
De 2014 à 2017, il est adjoint au maire chargé de la politique de la ville sous le mandat du nouveau maire Bruno Beschizza. Depuis 2017, il est de nouveau conseiller municipal. Son mandat est renouvelé en mars 2020.
Il est élu député de la Seine-Saint-Denis (10e circonscription) lors des élections législatives de 2017, le seul député Les Républicains du département,,.
Deux de ses quatre attachés parlementaires sont liés à la ville d'Aulnay-sous-Bois, puisqu'on note la présence d'une adjointe au maire et du directeur de cabinet adjoint du maire.